# Holm of Papay
Pour les articles homonymes, voir Holm.
Holm of Papay est une île du Royaume-Uni située dans l'archipel des Orcades en Écosse.